# Boa segna sub

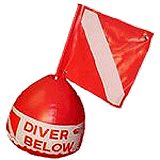
Un tipico pallone segnasub.

Una boa segna sub è il dispositivo mediante il quale un sommozzatore in immersione, un apneista o un semplice nuotatore, segnalano la propria presenza in acque libere.

## Scopo
Per legge, ma soprattutto per sicurezza, il subacqueo è sempre tenuto a segnalare la propria presenza mediante la bandiera segna sub e deve mantenersi entro 50 metri da essa. Le barche naturalmente devono invece transitare ad almeno 100 metri. La bandierina può essere posizionata sopra una barca o su una boa.
Per maggiori dettagli circa la normativa che regola la segnalazione di sub in acque libere vedere la voce bandiera segna sub.

## Parti
Elemento fondamentale e caratterizzante della boa segna sub è la bandiera segna sub, che costituisce il vero e proprio segnale.
Il corpo galleggiante della boa fa da supporto per la bandierina, è colorato in modo da essere facilmente visibile in mare (300 metri) ed è tipicamente dotato di una sagola di lunghezza compresa tra i 20 e i 50 metri. All'altro capo della cimetta tipicamente c'è un avvolgi sagola o un rocchetto.

## Tipi di boe segnasub
A seconda delle varie necessità esistono diversi tipi di boa segnasub.

### Pallone segnasub
Si tratta di un pallone gonfiabile dalla forma più o meno sferica che sulla sommità sorregge la bandierina.
Si tratta della classica boa segnasub che viene trainata dal subacqueo per tutta la durata dell'attività in acqua.

Per mantenere meglio la posizione eretta a volte è dotata nella parte inferiore anche di una piccola zavorra o di una seconda camera che può essere riempita d'acqua.

### Boa torpedo
Di utilizzo identico al pallone segnasub, si differenzia da quest'ultimo solo per la forma allungata a siluro. 
Riducendo lo sforzo necessario per il traino ne dovrebbe rendere più comodo l'utilizzo.

### Atollo o plancetta
Si tratta di un tipo di boa usato in special modo dagli apneisti.
Essendo di forma piatta, dispone di un'ampia superficie per appoggiare o fissare attrezzatura e pescato. Realizzato in materiale galleggiante rigido, non rischia di bucarsi.

### Boa di decompressione

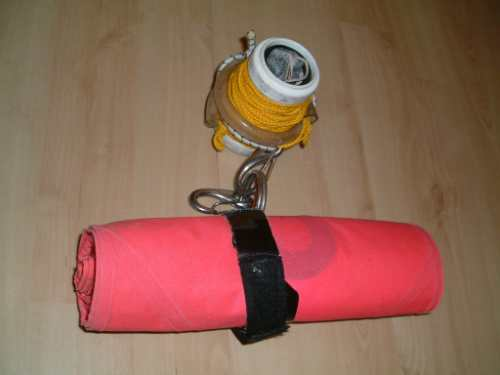
Boa d'emergenza ripiegata

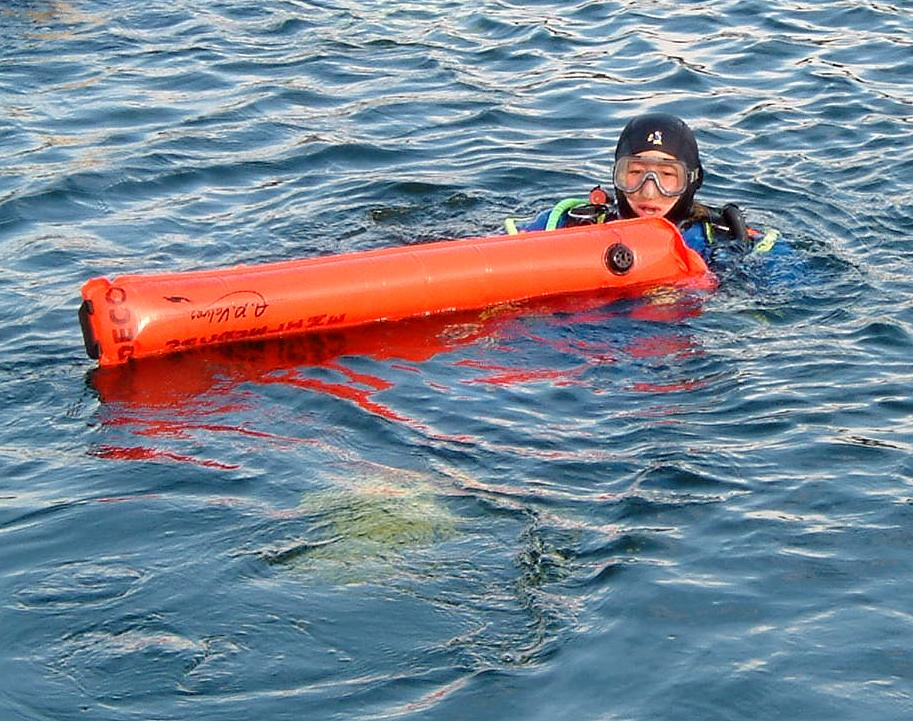
Boa d'emergenza gonfiata

Questa boa si differenzia dalle precedenti perché anziché essere trainata per tutta l'immersione, viene gonfiata sott'acqua dal subacqueo subito prima della risalita.
È utilizzata quando, a causa di correnti o scarsa visibilità, il sub non è in grado di risalire nei pressi della barca dalla quale si è immerso. Per evitare il rischio di emergere senza aver opportunamente segnalato la propria presenza, il sub prima della risalita srotola la boa d'emergenza e la invia in superficie gonfiandola con un erogatore. In questo modo permette anche alla barca di supporto di individuarlo e di raggiungerlo.
Questo tipo di boa, complici anche i produttori, è chiamata in molti modi diversi: boa di decompressione perché può essere utilizzata per facilitare il mantenimento di una certa quota durante le soste di risalita, boa d'emergenza perché in condizioni normali in teoria non ci sarebbe ragione di usarla, DSMB (dall'inglese Delayed Surface Marker Buoy) perché si tratta di una boa segnasub che non viene utilizzata subito. È chiamata spesso anche pedagno anche se impropriamente visto che un pedagno è una boa dotata di corpo morto che serve per marcare un determinato punto.
Ci sono diversi sistemi per garantire un facile gonfiaggio della boa di decompressione e allo stesso tempo evitare si sgonfi non appena giunta in superficie. Può esserci una valvola di gonfiaggio e una di sovrapressione (il sistema più affidabile) oppure l'estremità inferiore è aperta (libera o autosigillante) e zavorrata.
Queste boe, in base al colore o grazie ad una lavagnetta, possono anche veicolare un messaggio verso superficie. Ad esempio presso certe didattiche la boa arancione sta a significare una decompressione regolare, mentre quella gialla indica un'emergenza e una richiesta di assistenza. È bene notare però che non si tratta di segnali riconosciuti internazionalmente e per questo possono essere usati solo con persone con le quali ci si è preventivamente accordati.

## Precauzioni

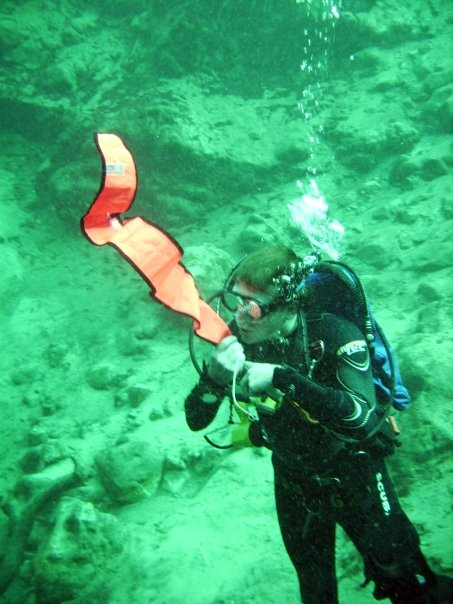
Un sub impegnato nel gonfiaggio di una boa.

L'unico rischio nell'utilizzo delle boe segnasub risiede nella possibilità di un accidentale trascinamento in superficie del subacqueo con tutti i problemi legati ad una risalita troppo rapida o ad un salto di tappa decompressiva.
In particolare questo si può verificare nel caso in cui:
- la boa venga travolta da una barca: il rocchetto dev'essere sganciabile rapidamente
- qualcuno tiri la boa con forza (capita più spesso di quanto si può pensare: bambini, curiosi, Capitaneria di Porto che vuole parlare con il sub, ecc): il rocchetto dev'essere sganciabile rapidamente

Nel caso di una boa decompressiva questo problema è molto più concreto e si può presentare anche nel caso in cui:
- il rocchetto si inceppi durante lo svolgimento del cavo: non fissare il rocchetto o fissarlo in maniera che sia rapidamente sganciabile o utilizzare un semplice avvolgi sagola zavorrato
- la boa o il cavo si impiglino nell'attrezzatura durante il gonfiaggio: prestare attenzione e non svolgere il cavo in anticipo

Prudenzialmente inoltre con le boe decompressive sarebbe sempre meglio effettuare il gonfiaggio utilizzando l'erogatore di riserva in modo da non doversi privare temporaneamente della fonte d'aria.